# 新田間川
新田間川（あらたまがわ）は、神奈川県横浜市を流れる二級河川で、帷子川の派川にあたる。本項では、実質上新田間川と一体となる幸川（さいわいがわ）、かつて新田間川の派川であった派新田間川（は あらたまがわ）についても述べる。

## 流域
全長は新田間川が1.41 km、幸川が0.3 kmで、流域はすべて横浜市西区になる。西区南浅間町と岡野二丁目の境で帷子川から左に分かれ、市街地を北東に流れる。横浜駅西口の内海橋付近で南西に向きを変え、横浜ビブレの前で幸川となり、相鉄ジョイナス付近で再び帷子川に合流し、横浜港に注ぐ。かつては、内海橋からそのまま直進して横浜駅西口・きた西口を通り、帷子川分水路の鶴屋橋の近くにあった旧 内海橋まで至る区間が存在していた。しかし戦後の横浜駅西口の開発・区画整理にともない、1953年（昭和28年）に埋め立てが行われて消滅した。帷子川からの分派点の300mほど上流からは新田間川の反対方向に石崎川が分かれており、漢字の「中」の字に似た流路を形づくっている。
幸川沿いには、横浜駅西口の開発が始まった1955（昭和30）年ごろから道路占用許可を得ずに営業する屋台が軒を連ねていたが、2016年1月末にすべて営業を終了し、現在は歩道として整備されている。一方、鶴屋橋付近を不法占拠していたバラック・屋台は、新田間川の一部埋め立て・横浜駅西口の区画整理により換地を得て、横浜駅きた西口の飲食街「狸小路」となった。

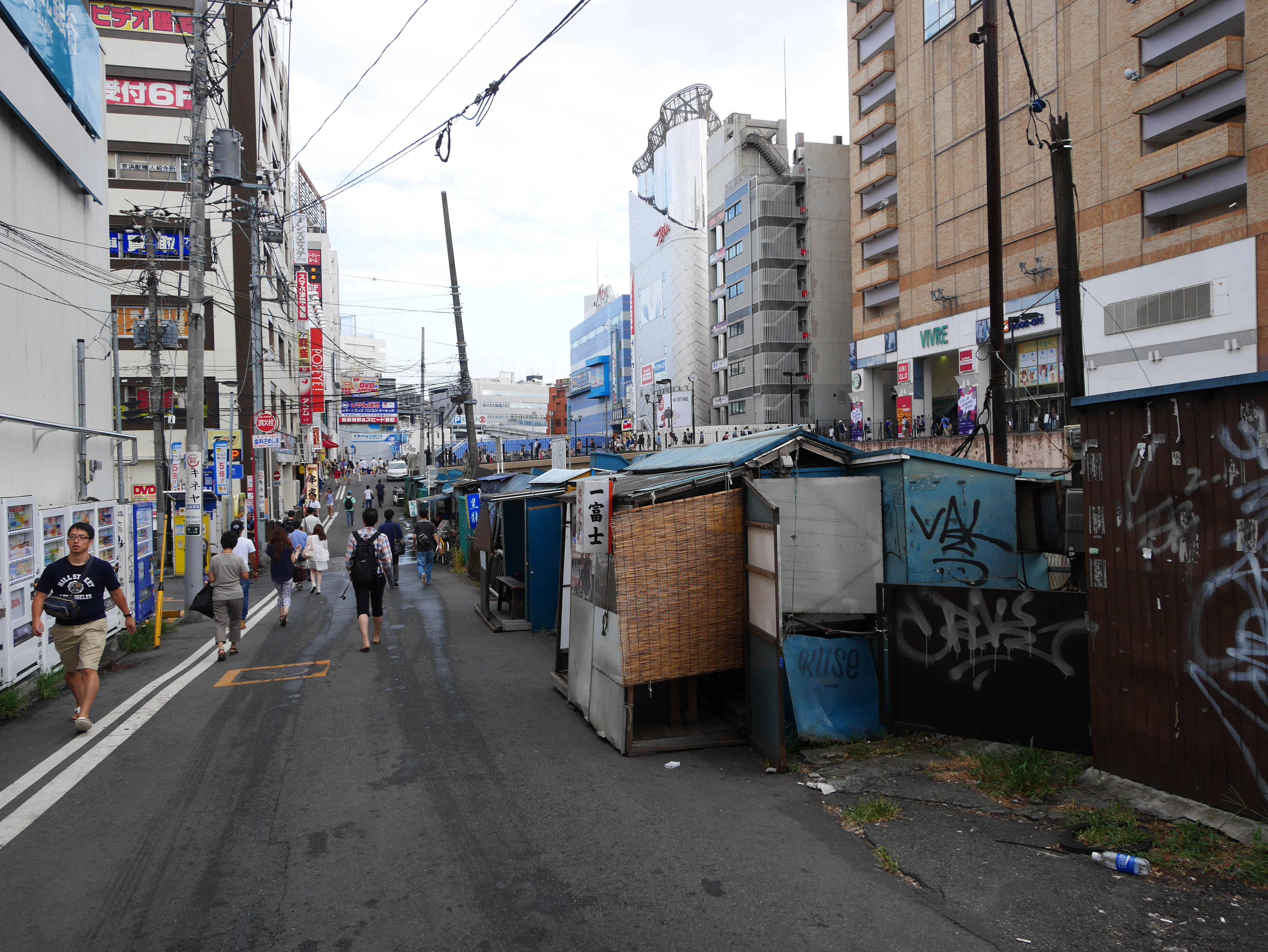
撤去前の幸川沿いの屋台

## 歴史
江戸時代に新田の開発が行なわれた際に、石崎川とともに用水路として整備された。1859年（安政6年）に東海道と横浜港を結ぶ横浜道（現在の新横浜通り）の橋が架けられ、芝生新田（現在の浅間町）と岡野新田（現在の岡野）の新田の間を結ぶ橋であることから新田間橋と名付けられた。当時は南幸・北幸付近は入り江であり、この橋付近が河口であった。
地元のプロ野球チームである横浜ベイスターズが38年ぶりとなるセントラル・リーグ優勝を達成した1998年（平成10年）10月には、横浜駅近くで新田間川に飛び込んだファンが死亡する事故が発生しており、同様に阪神タイガースのセ・リーグ優勝時に戎橋から道頓堀川へ飛び込むファンへの警鐘を鳴らす記事でこの事故について言及される場合がある。

## 派新田間川
入り江の埋め立てにより、二次派川として、新田間橋付近から左に分かれ、横浜駅の北側を通り海に注ぐ派新田間川がつくられたが、1997年に竣工した帷子川分水路に接続するため新田間川からは切り離され、新田間川から分水路接続点の間は埋め立てられた。現在の派新田間川は、首都高速横浜駅西口出入口付近の分水路接続点から、そごう横浜店裏手の帷子川合流部までの約1,080mで、大半の区間で上部に首都高速の高架橋が通る。この川の右岸が西区と神奈川区の区境となる。

## 橋梁
- 新田間川

（帷子川分派点）
- - 烏帽子田橋
  - 藤江橋・藤江人道橋
  - 霜下橋・霜下人道橋
  - 浅岡橋
  - 岡野橋
  - 新田間橋（新横浜通り）
  - 一之橋・一之橋人道橋

（新田間川・幸川境）
- 幸川
  - 内海橋・内海人道橋
  - 幸川橋
  - 南幸橋
  - 幸橋

（帷子川合流点）
- 派新田間川
  - 二之橋
  - 北幸橋
  - 西鶴屋橋
  - 鶴屋橋
  - JR東海道本線・京急本線橋梁
  - 月見橋

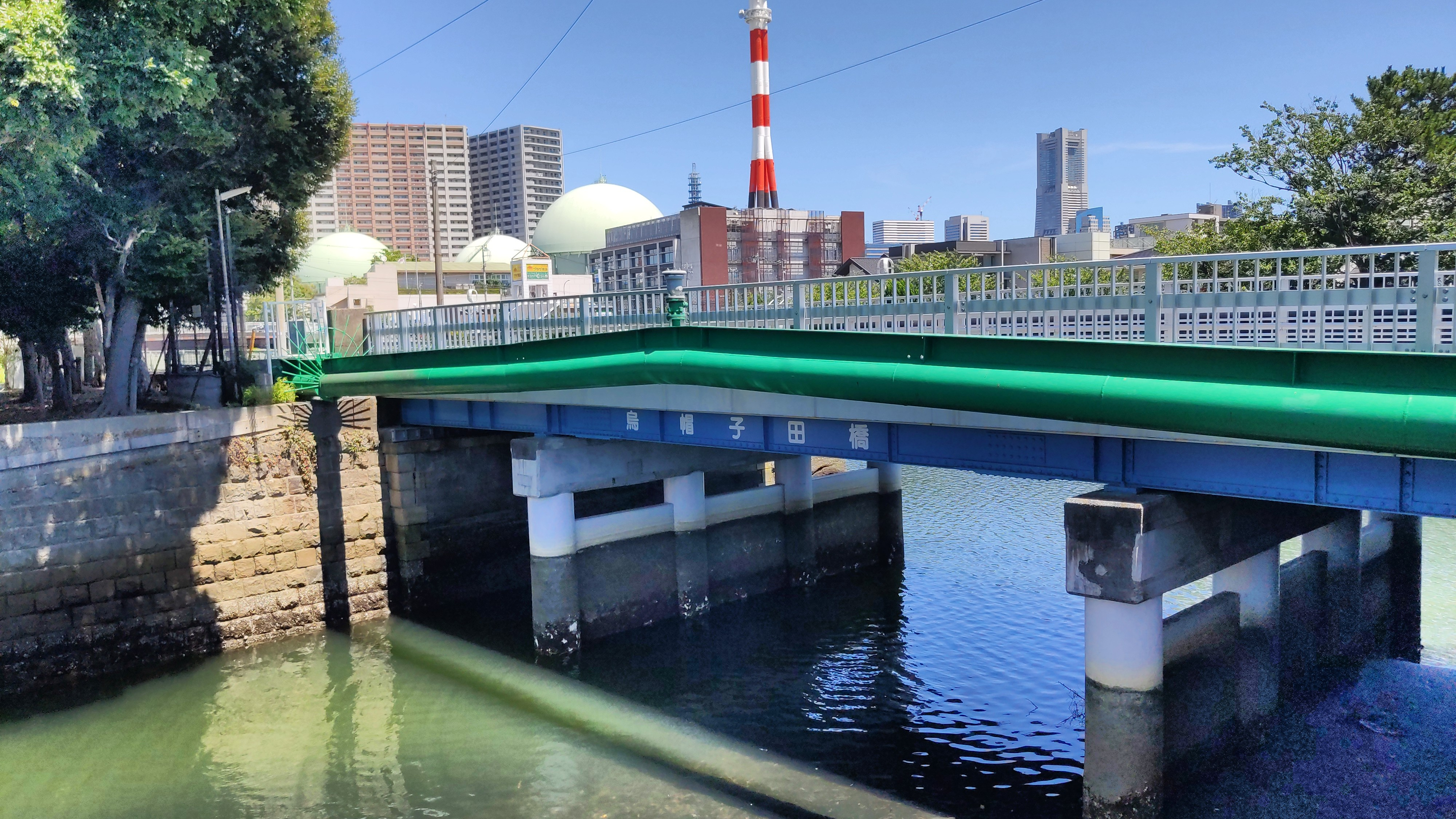
烏帽子田橋。帷子川本流（橋の向こう、右から左へ）から新田間川（手前）の分派点にある。

  - 金港橋（国道1号。上部に金港ジャンクション）
  - 横浜駅ポートサイド人道橋（ベイクォーターウォーク）
  - かもめ歩道橋